# Hyalacrotes lupini
Hyalacrotes lupini är en svampart som först beskrevs av Raitv., och fick sitt nu gällande namn av Raitv. 1991. Hyalacrotes lupini ingår i släktet Hyalacrotes och familjen Hyaloscyphaceae.   Inga underarter finns listade i Catalogue of Life.